# Miroslav Ivan Lubačivski
Miroslav Ivan Lubačivski (ukrajinsko: Мирослав Іван Любачівський), ukrajinski grškokatoliški duhovnik, škof in kardinal, * 24. junij 1914, Doljna, † 14. december 2000.

## Življenjepis
21. septembra 1938 je prejel duhovniško posvečenje v Lvivu.
13. septembra 1979 je bil imenovan za škofa Filadelfije in 12. novembra istega leta je prejel škofovsko posvečenje.
27. marca 1980 je bil imenovan za nadškof pomočnika Lviva; nadškofovski položaj je nasledil 7. septembra 1984.
25. maja 1985 je bil povzdignjen v kardinala in imenovan za kardinal-duhovnika S. Sofia a Via Boccea.